# The Idle Rich (film 1929)
The Idle Rich è un film del 1929 diretto da William C. de Mille. La sceneggiatura si basa su White Collars, lavoro teatrale di Edith Ellis, adattato da una storia di Edgar Franklin di cui non si conosce la data di pubblicazione.

## Trama
Il milionario William Van Luyn dopo aver sposato Joan Thayer, la sua segretaria, vorrebbe che anche i familiari della moglie beneficiassero degli agi che la sua ricchezza può loro offrire. Ma i Thayer si dimostrano troppo orgogliosi per accettare. Cambieranno di opinione quando William decide di cedere la propria fortuna per fondare un ospedale.

## Produzione
Il film fu prodotto con il sistema monofonico Western Electric dalla Metro-Goldwyn-Mayer (MGM) con il titolo di lavorazione White Collars.

## Distribuzione
Il copyright del film, richiesto dalla Metro-Goldwyn-Mayer Distributing Corp., fu registrato il 20 maggio 1929 con il numero LP385.
Distribuito dalla Metro-Goldwyn-Mayer (MGM), il film uscì nelle sale cinematografiche statunitensi presentato in prima a New York il 15 giugno 1929.